# West Haven (Vermont)
West Haven ist eine Town im Rutland County des Bundesstaates Vermont in den Vereinigten Staaten mit 239 Einwohnern (laut Volkszählung von 2020).

## Geografie

### Geografische Lage
Die Ortschaft liegt in der Ebene südlich des Lake Champlains und östlich des Hudson River. Die Landschaft ist weitgehend flach, erwähnenswerte Erhebungen sind nicht vorhanden. Der Horton Brook ist der wichtigste Wasserlauf der Town. Die West- und die Südgrenze der Gemeinde werden größtenteils durch den Verlauf des Poultney Rivers bestimmt, der zugleich die Grenze zum benachbarten Bundesstaat New York darstellt.

### Nachbargemeinden
Alle Angaben als Luftlinien zwischen den offiziellen Koordinaten der Orte aus der Volkszählung 2010.
- Norden: Benson, 7,0 km
- Osten: Fair Haven, 11,3 km
- Südosten: Hampton, New York, 8,4 km
- Süden: Whitehall, New York, 4,1 km
- Westen: Dresden, New York, 12,0 km
- Nordwesten: Putnam, New York, 7,1 km

### Klima
Die mittlere Durchschnittstemperatur in West Haven liegt zwischen −6,7 °C (20 °Fahrenheit) im Januar und 22,2 °C (72 °Fahrenheit) im Juli. Damit ist der Ort gegenüber dem langjährigen Mittel der USA um etwa 8 Grad kühler. Die Schneefälle zwischen Oktober und Mai liegen mit rund zwei Metern erheblich höher als die mittlere Schneehöhe in den USA. Die tägliche Sonnenscheindauer liegt am unteren Rand des Wertespektrums der USA, zwischen Mitte September und Mitte Dezember sogar deutlich darunter.

## Geschichte
Ursprünglich als Teil der Charter von Fair Haven an eine Gruppe von Landkäufern verkauft, wurde West Haven am 20. Oktober 1792 als eigenständiges Gebiet abgetrennt; unmittelbar nach der Trennung fand auch die konstituierende Stadtversammlung statt. Obwohl die Selbständigkeit der beiden Areale vom Repräsentantenhaus Vermonts bestätigt worden war, wurden die beiden Gemeinden erst 1823 jeweils ein eigener Vertreter im Repräsentantenhaus von Vermont zugestanden; zuvor mussten sich beide Gemeinden mit einem gemeinsamen Vertreter begnügen.
Die Gegend war von Beginn an rein landwirtschaftlich geprägt. Da die Nachbargemeinde Fair Haven sowie die lokalen Zentren Rutland und Whitehall in erreichbarer Nähe liegen, entstand mit deren wirtschaftlichem Aufschwung für West Haven eine deutliche Abwanderung der Bevölkerung. Da auch kein Bahnanschluss und keine große Straße durch das Gebiet gebaut wurde, blieb West Haven bis zum heutigen Tag von der Industrialisierung abgeschlossen.

### Einwohnerentwicklung
| Volkszählungsergebnisse – Town of West Haven, Vermont | Volkszählungsergebnisse – Town of West Haven, Vermont | Volkszählungsergebnisse – Town of West Haven, Vermont | Volkszählungsergebnisse – Town of West Haven, Vermont | Volkszählungsergebnisse – Town of West Haven, Vermont | Volkszählungsergebnisse – Town of West Haven, Vermont | Volkszählungsergebnisse – Town of West Haven, Vermont | Volkszählungsergebnisse – Town of West Haven, Vermont | Volkszählungsergebnisse – Town of West Haven, Vermont | Volkszählungsergebnisse – Town of West Haven, Vermont | Volkszählungsergebnisse – Town of West Haven, Vermont |
| Jahr                                                  | 1800                                                  | 1810                                                  | 1820                                                  | 1830                                                  | 1840                                                  | 1850                                                  | 1860                                                  | 1870                                                  | 1880                                                  | 1890                                                  |
| ----------------------------------------------------- | ----------------------------------------------------- | ----------------------------------------------------- | ----------------------------------------------------- | ----------------------------------------------------- | ----------------------------------------------------- | ----------------------------------------------------- | ----------------------------------------------------- | ----------------------------------------------------- | ----------------------------------------------------- | ----------------------------------------------------- |
| Einwohner                                             | 430                                                   | 679                                                   | 684                                                   | 724                                                   | 774                                                   | 718                                                   | 580                                                   | 713                                                   | 492                                                   | 412                                                   |
| Jahr                                                  | 1900                                                  | 1910                                                  | 1920                                                  | 1930                                                  | 1940                                                  | 1950                                                  | 1960                                                  | 1970                                                  | 1980                                                  | 1990                                                  |
| Einwohner                                             | 355                                                   | 363                                                   | 343                                                   | 280                                                   | 302                                                   | 232                                                   | 220                                                   | 240                                                   | 253                                                   | 273                                                   |
| Jahr                                                  | 2000                                                  | 2010                                                  | 2020                                                  | 2030                                                  | 2040                                                  | 2050                                                  | 2060                                                  | 2070                                                  | 2080                                                  | 2090                                                  |
| Einwohner                                             | 278                                                   | 264                                                   | 239                                                   |                                                       |                                                       |                                                       |                                                       |                                                       |                                                       |                                                       |

## Wirtschaft und Infrastruktur

### Verkehr
Auf dem Gebiet der Town existieren keine wesentlichen Verkehrsanbindungen. Ein Highway, ein Bahnanschluss und ein lokaler Flughafen finden sich aber auf dem Gebiet der Nachbargemeinde Fair Haven.

### Öffentliche Einrichtungen
In West Haven werden keine besonderen öffentlichen Einrichtungen betrieben. Das nächstgelegene Krankenhaus ist das Rutland Regional Medical Center in Rutland.